# 高田隆
高田 隆（たかた たかし、1953年10月22日 - ）は、日本の歯学者、周南公立大学理事長兼学長。元徳山大学学長。元広島大学理事・副学長。日本臨床口腔病理学会理事長。歯周組織再生や口腔癌の研究等で知られる。

## 来歴
- 1972年 兵庫県立姫路西高等学校卒業
- 1978年 広島大学歯学部卒業
- 1982年 広島大学歯学研究科修了
- 1982年 広島大学歯学部助手、同年3月　広島大学　歯学博士　論文の題は　「ラット臼歯部付着上皮の再生過程に関する超微形態学的研究」[2]
- 1984年 広島大学歯学部附属病院講師
- 1985年 ハンブルク大学病理学研究所（1986年まで）
- 1992年 広島大学歯学部助教授
- 1995年 ミシガン大学歯周病学講座（1996年まで）
- 2001年 広島大学歯学部教授
- 2002年 広島大学大学院教授
- 2008年 広島大学歯学部学部長
- 2008年 日本臨床口腔病理学会理事長
- 2019年 徳山大学学長[3]
- 2022年 周南公立大学理事長兼学長[3]

## 所属学会
- 国際歯科研究学会（Publication Committee Member 、2001-）[4]
- 国際口腔病理学会（アジア代表理事[5] 2004年～2008年[4]）
- 日本臨床口腔病理学会 （理事長）
- 日本歯周病学会 （常任理事）[6]
- 日本病理学会（口腔病理専門医資格審査委員会委員長[7]・日本病理学会認定口腔病理専門医[8](2004年)専門医試験実施委員長[4](2005年～)学術評議員[4]）

## 主な著書
- 『アトラス歯周病の細菌学』（クインテッセンス出版、1998年11月）ISBN 9784874175989
- 『口腔病理アトラス』（文光堂、2006年3月）ISBN 9784830670039
- 『新口腔病理学』（医歯薬出版、2008年6月）ISBN 9784263456217